# Айн-Азель
Айн-Азель (араб. عين آزال‎) — коммуна в вилайе Сетифа, в Алжире.

## Топоним
Название города состоит из двух слов: айн по арабски означает «источник» и азал на с берберского переводится как «день» или «полдень». Таким образом, полное название местности означает «источник полудня», то есть, вокруг которого обычно собираются стада в полдень, утолить жажду и спрятаться от солнца.

## Расположение
Коммуна Айн-Азель расположенной в 50 км к югу от Сетифа между горами: Джебель-Лумасса и Джебель-Секрин на западе, Джебель-Гатяне на юге, Джебель-Лехчана на юго-востоке
и Джебель-Калааун на востоке.

## Экономика
В районе Айн-Азель имеется большое количества залежей свинца и цинка. В районе открыто несколько шахт, ведется добыча руды. 2 июня 1990 года на одной из них произошла катастрофа в результате чего погибло 24 человека.